# Caminito
Caminito es un callejón, museo y un pasaje, de gran valor cultural y turístico, ubicado en el barrio de La Boca de la Ciudad de Buenos Aires, Argentina. El lugar adquirió significado cultural debido a que inspiró la música del famoso tango "Caminito" (1926), compuesta por Juan de Dios Filiberto. Por el contrario, la letra del conocido tango, escrita por el riojano Gabino Coria Peñaloza, está inspirada en un sendero de la localidad de Olta, en la provincia de La Rioja. Por esta razón y en homenaje a Coria Peñaloza, en 1971 una calle de la localidad de Chilecito, recibió también el nombre de "Caminito".

## Ubicación

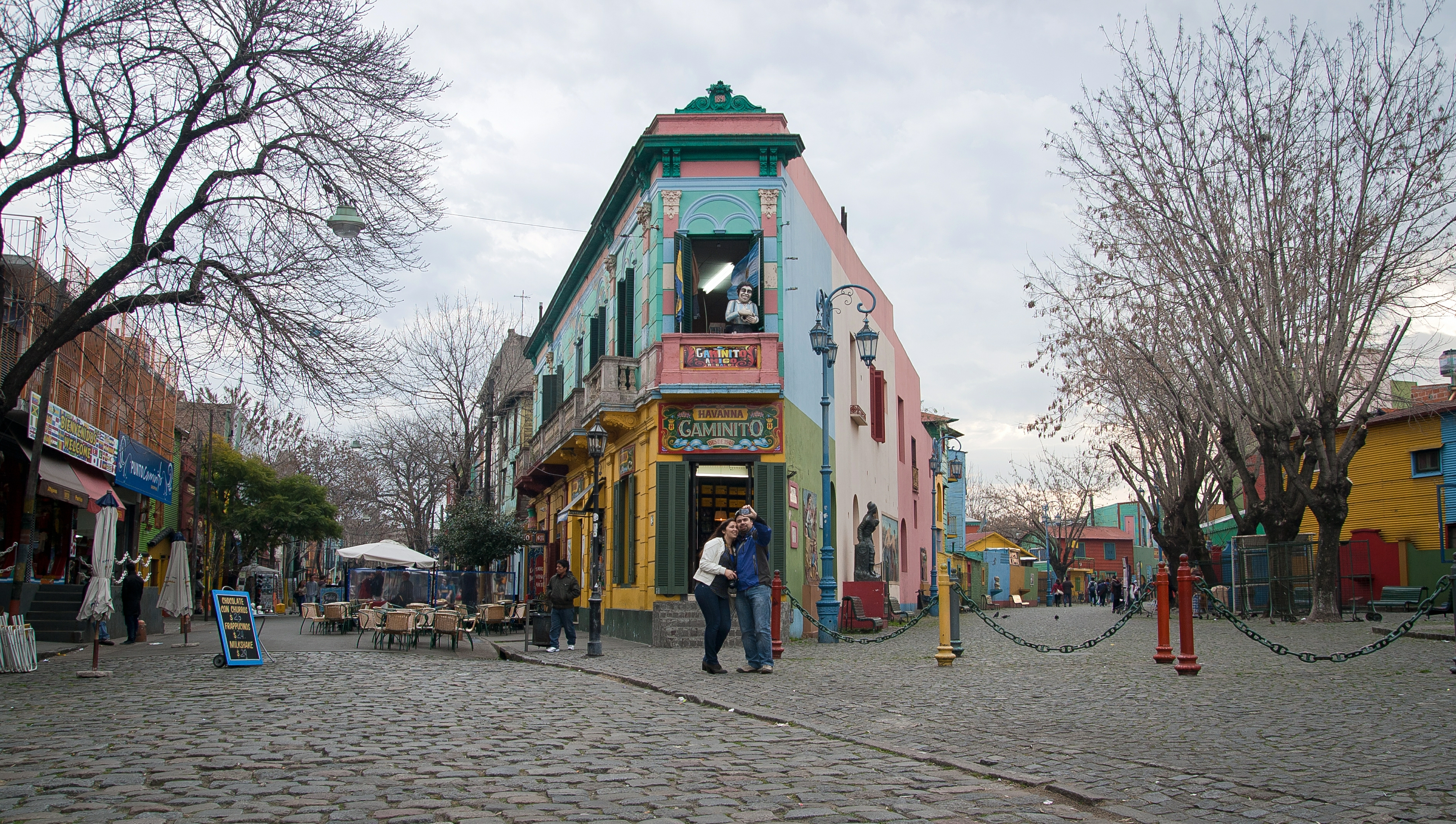
Entrada a Caminito (derecha).

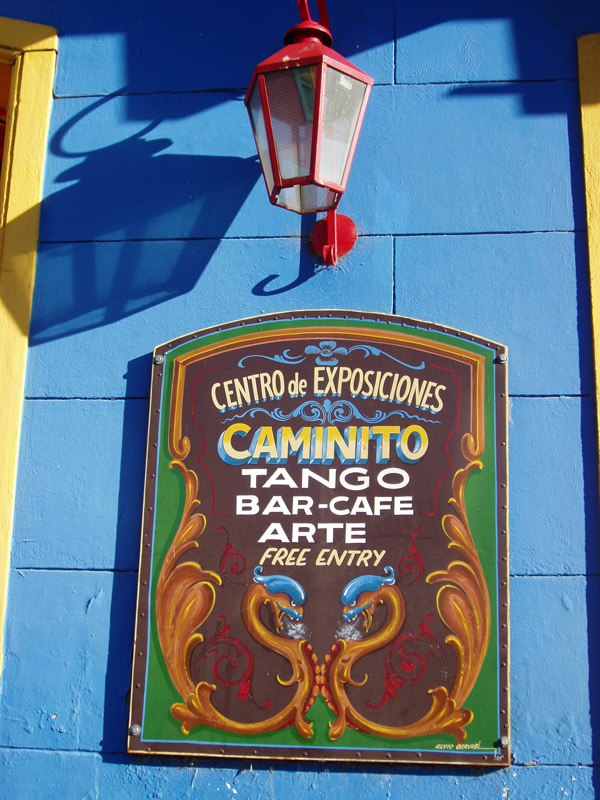
Cartel fileteado anunciando la entrada.

El Caminito se encuentra en el popular barrio de La Boca, con unos de sus extremos frente al Riachuelo, en la Vuelta de Rocha, y distante unos 400 metros de La Bombonera, estadio del Club Atlético Boca Juniors.
El sendero se extiende de este a oeste, formando una curva de unos 150 metros, atravesando en forma diagonal una manzana limitada por las calles Araoz de Lamadrid (al norte), Garibaldi (al oeste), Magallanes (al sur) y Del Valle Iberlucea (al este). Su forma sigue el curso de una antigua vía de un ramal del Ferrocarril Buenos Aires al Puerto de la Ensenada, posteriormente abandonada. En 1959 fue convertido oficialmente en una "calle museo", completamente peatonal, con el nombre de "Caminito"

## Calle museo

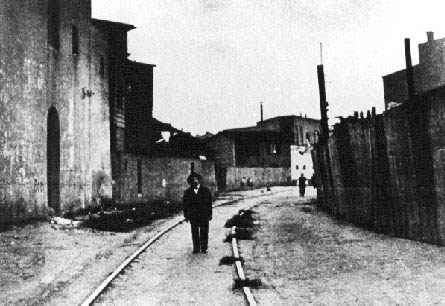
El Caminito de La Boca en 1939, antes de que fuera establecido como calle museo.

Su trayecto sinuoso se debe a que originariamente fluía por allí un arroyo que desaguaba en el Riachuelo, y que debía cruzarse por un pequeño puente, debido a lo cual esa zona del barrio era referida como Puntin, que quiere decir precisamente, "puente pequeño" en dialecto genovés o xeneize. En el año 1866 la empresa Ferrocarril Buenos Aires a Ensenada construyó un ramal de cargas entre la Estación General Brown y la Estación Muelles de la Boca, junto al Riachuelo. En 1898 la empresa Ferrocarril del Sud, pasando desde el centro de la ciudad  por el hoy desaparecido Barrio de Tres Esquinas, compró la anterior, clausurando el servicio en 1928. Posteriormente la vía se convirtió en un sendero natural, conocido en el barrio como "La Curva", que fue deteriorándose como basurero.
En 1950 un grupo de vecinos, entre los que se encontraba el conocido pintor boquense Benito Quinquela Martín, decidieron recuperar el lugar. En 1959, a iniciativa de Quinquela Martín, el gobierno municipal construyó allí una calle museo, con el nombre que le había puesto el tango, "Caminito":

Un buen día se me ocurrió convertir ese potrero en una calle alegre. Logré que fueran pintadas con colores todas las casas de material o de madera y cinc que lindan por sus fondos con ese estrecho caminito (...)Y el viejo potrero, fue una alegre y hermosa calle, con el nombre de la hermosa canción y en ella se instaló un verdadero Museo de Arte, en el que se pueden admirar las obras de afamados artistas, donadas por sus autores generosamente.
Benito Quinquela Martín

Las casas de madera y chapa que tienen su frente al Caminito, responden al estilo del tradicional conventillo boquense, un tipo de vivienda popular precaria que caracterizó al barrio desde sus orígenes a fines del siglo XIX, como centro de residencia de inmigrantes genoveses. Debido a su valor cultural, las mismas están subsidiadas por el Estado, lo que permite garantizar un mantenimiento que los escasos recursos de los moradores del barrio no podrían realizar. Se encuentran pintadas de colores brillantes, una costumbre barrial que difundió el destacado pintor boquense Benito Quinquela Martín. En las calles adyacentes, pueden recorrerse los conventillos tradicionales de la Boca, construidos de chapas de metal acanaladas, montadas muchas veces sobre pilotes o cimientos altos debido a las frecuentes inundaciones, y pintadas con colores brillantes, tal como se encuentran mantenidos por sus habitantes. 
A lo largo de su curso se encuentran expuestas obras artísticas de gran importancia:
- "Herrero boquense", de Marisa Balmaceda Krause (n. 1913)
- "Esperando la barca", de Roberto Juan Capurro (1903 - 1971)
- "El maestro/ El coro/ El trabajo", de Humberto Eduardo Cerantonio (n. 1913)
- "La familia", de Nicasio Fernández Mar (n. 1926)
- "Guardia vieja - Tango", de Israel Hoffmann (1876-1971)
- "Clavel del aire", de Luis Perlotti (1890 - 1969)
- "Las tejedoras", de Luis Perlotti (1890 - 1969)
- "Santos Vega", de Luis Perlotti (1890 - 1969)
- "Regreso de la pesca", de Benito Quinquela Martín (1890 - 1977), realizada en cerámica por Ricardo Sánchez
- "Día del Trabajo", Benito Quinquela Martín (1890 - 1977), realizada en cerámica por Ricardo Sánchez
- "La canción", de Julio Vergottini (1905 - 1999)
- "La sirga", de Julio Vergottini (1905 - 1999)
- "Elevando anclas", de Julio Vergottini (1905 - 1999)
- "Fragata Sarmiento", de Angel Eusebio Ibarra García (1892-1972)
- Busto de Juan de Dios Filiberto (autor de la música del tango "Caminito"), de Luis Perlotti;
- Busto de Gabino Coria Peñaloza (letrista del tango "Caminito") por Euzer Díaz
- "El bombero", de Ernesto Scaglia
- "El sembrador espiritual", de Antonio Sassone
- "La Raza",de José de Luca.
- "La madre", de Juan B. Leone
- "Joven boquense", de Orlando Stagnaro

La importancia cultural del lugar hizo de Caminito un centro cultural y turístico en sí mismo. En el lugar se pueden ver parejas de tango que bailan sobre su empedrado. Allí se instala un mercado artesanal en el que se venden pinturas, suvenires, artesanías, pinturas naif y collages con imágenes de la Boca.
En 2022 finalizó la restauración y puesta en valor con la recuperación de los colores originales que ideó Benito Quinquela Martín. La intervención se documentó través de fotografías históricas de la época y de imágenes publicadas en la revista National Geographic en 1959, por lo que se pudo rescatar la distribución y paleta cromática del artista.

## El tango "Caminito"
El músico boquense Juan de Dios Filiberto se inspiró en este sendero para escribir la música del tango "Caminito"
, pero su letra, escrita por el poeta mendocino Gabino Coria Peñaloza, hace referencia a un sendero de la localidad de Olta, provincia de La Rioja, en el que Peñaloza tenía una novia:

En un reunión programada en una confitería de la calle Florida al 300, oportunidad en que Filiberto le dijo a Coria Peñaloza que tenía un tango inspirado en sus caminatas por un sendero de la Boca mientras se dirigía a la Vuelta de Rocha y luego de tararear varios compases le pidió a su amigo que compusiera los versos. Gabino le contestó que tenía unos versos inspirados en un amor juvenil en Olta y se los recita.
Filiberto consideró que era necesaria una modificación pero el poeta no lo consintió, entonces el músico realizó una adaptación a la música y esa tarde de 1926, en la calle Florida al 300 nació "Caminito".
 

Por lo tanto, la letra del tango no se refiere a ese camino, pero sí su música, que efectivamente Filiberto escribió inspirándose en el caminito de La Boca.

Caminito que el tiempo ha borrado,

que juntos un día nos viste pasar,

he venido por última vez,

he venido a contarte mi mal (...)

Tango Caminito

Coria Peñaloza y Juan de Dios Filiberto

Un par de placas a la entrada de Caminito dicen, incorrectamente, que el tango se estrenó en 1923, cuando en realidad fue en 1926.

## Imágenes

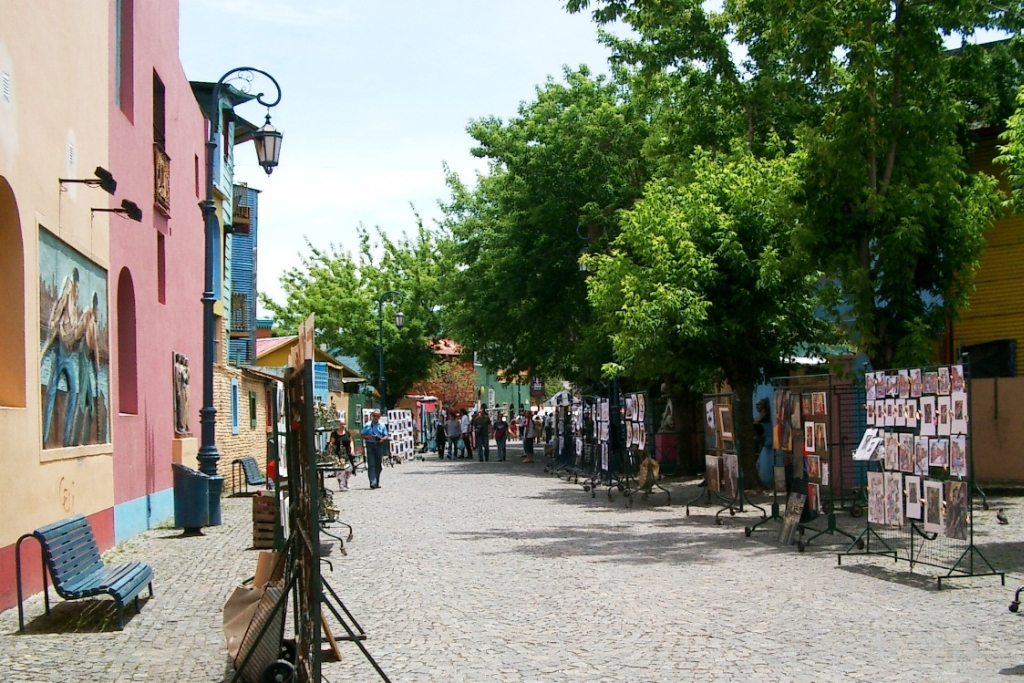
Caminito.
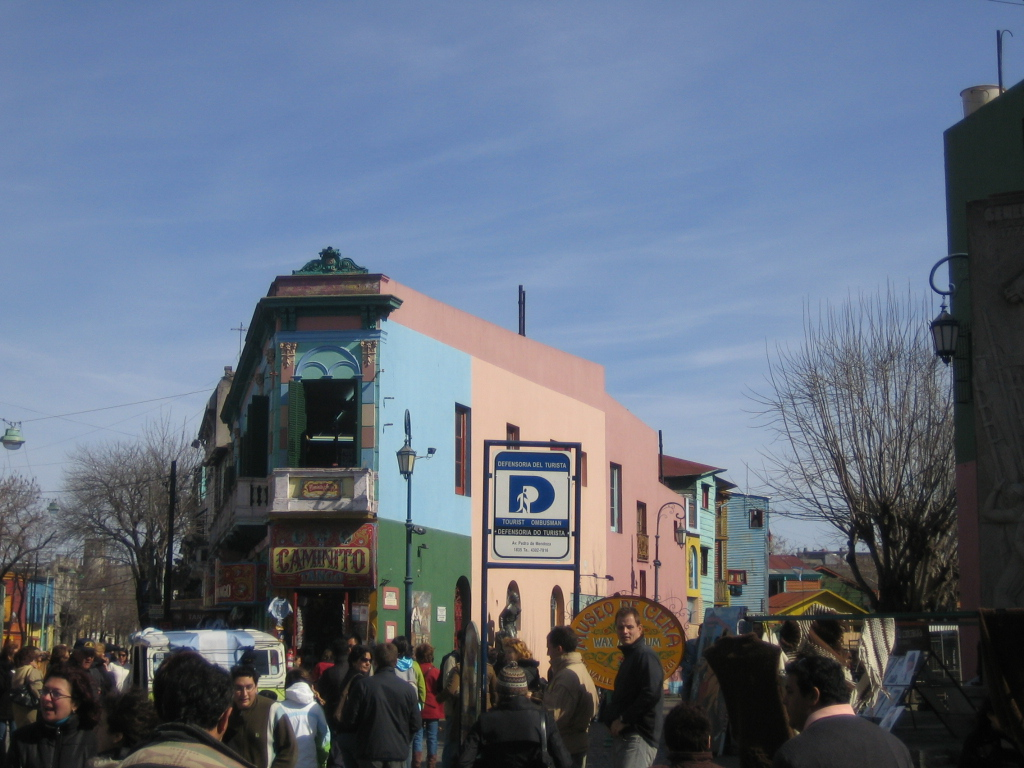
Inicio de la calle Caminito.
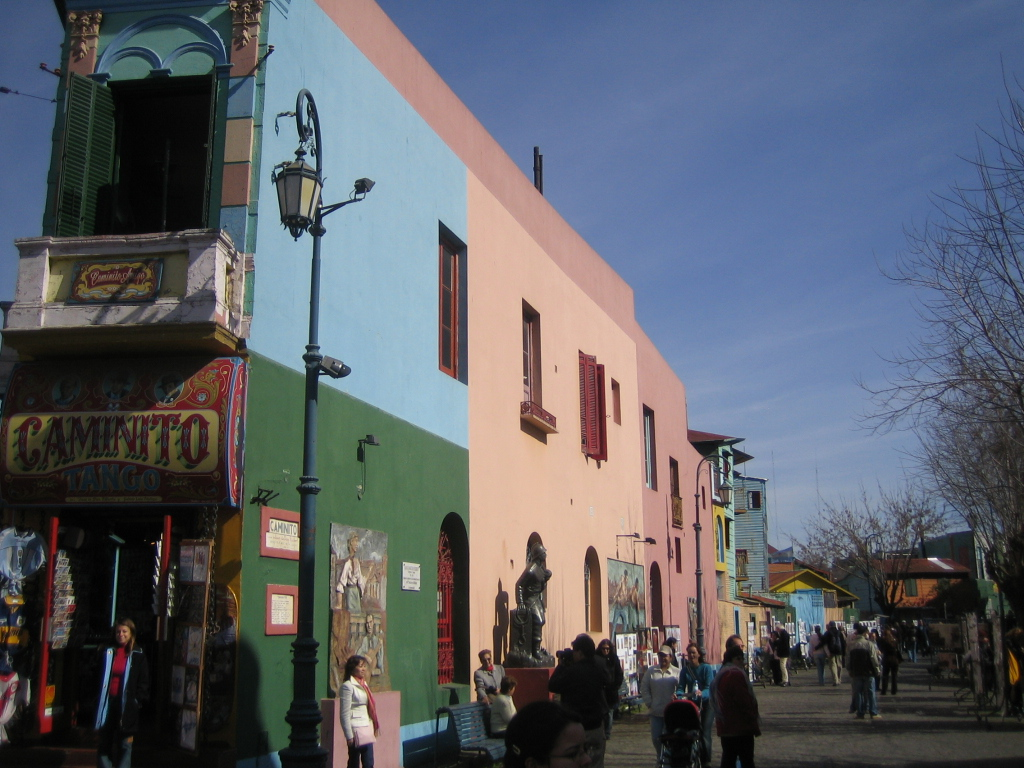
Detalle del costado de la primera casa de la calle Caminito.
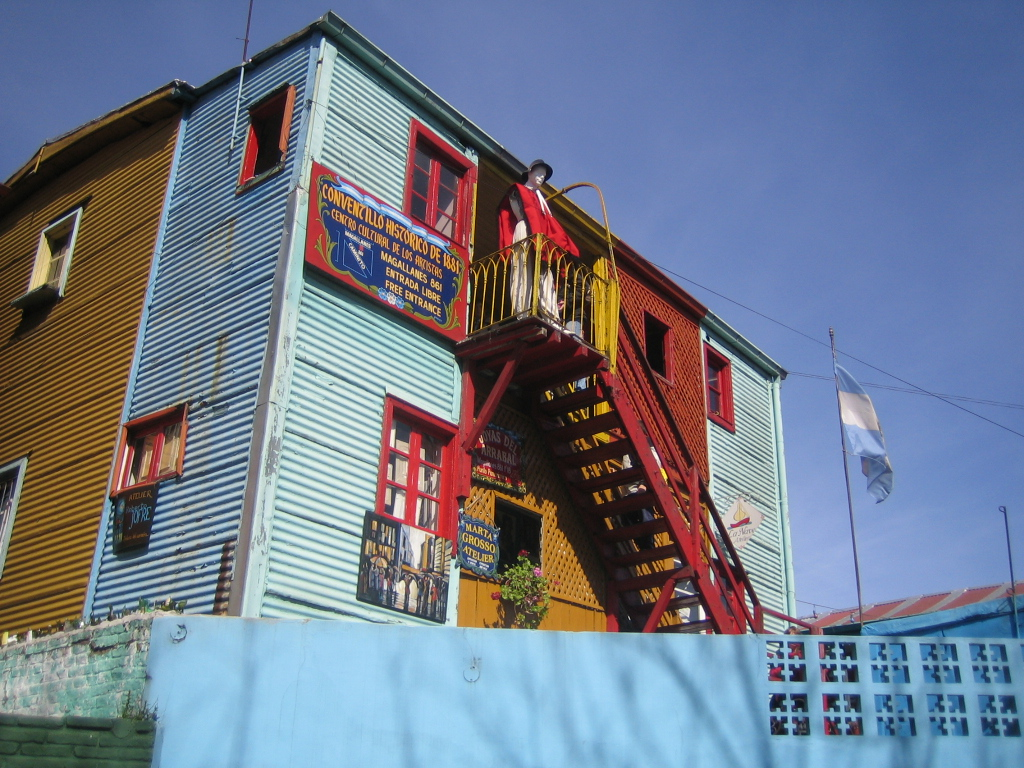
Conventillo de Caminito.
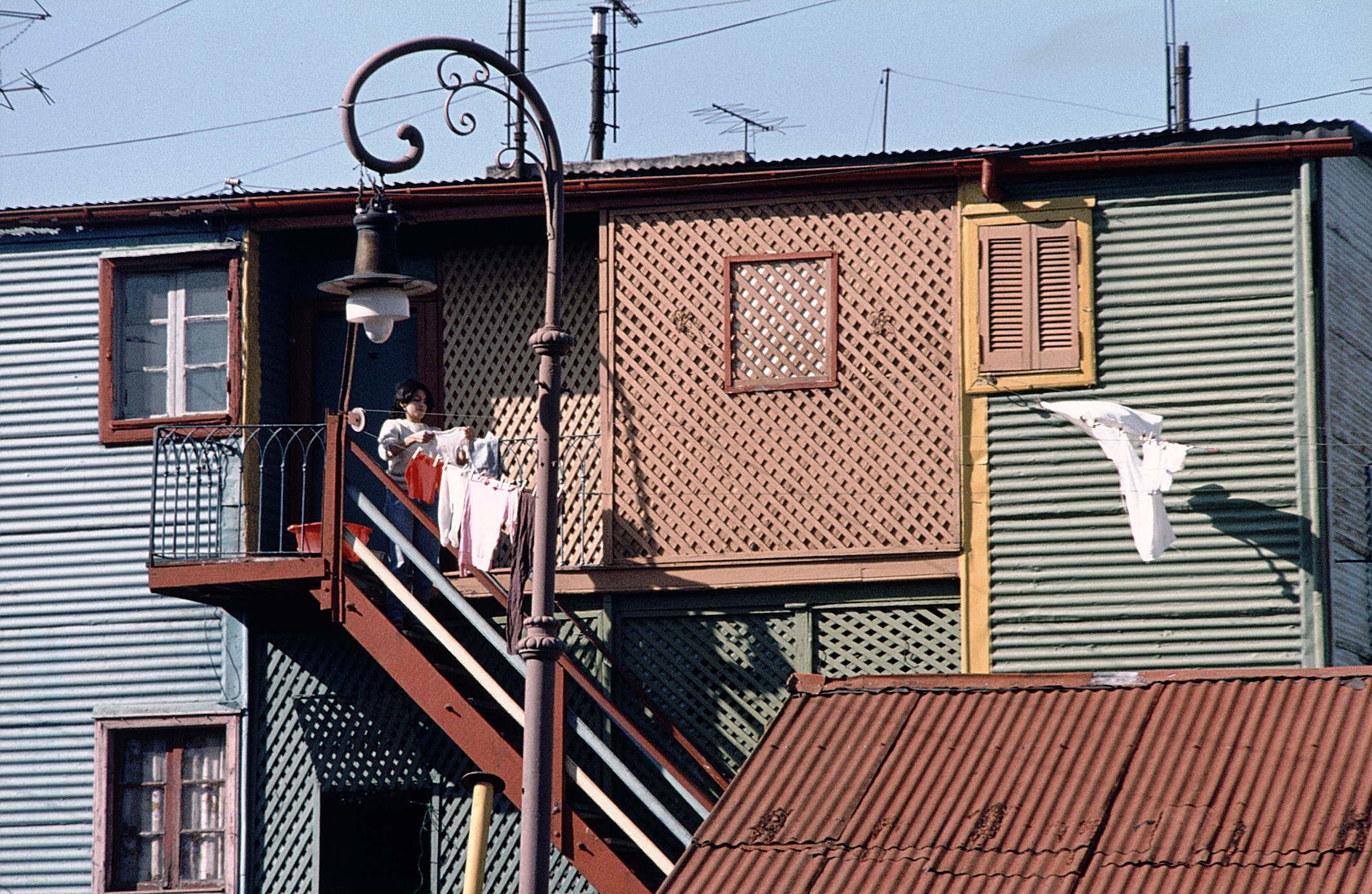
Conventillos.
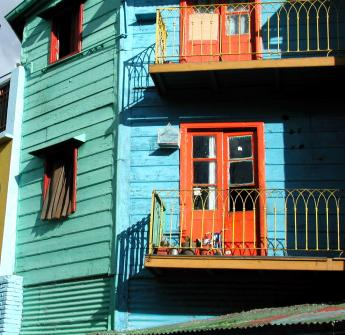
Colores de Caminito.
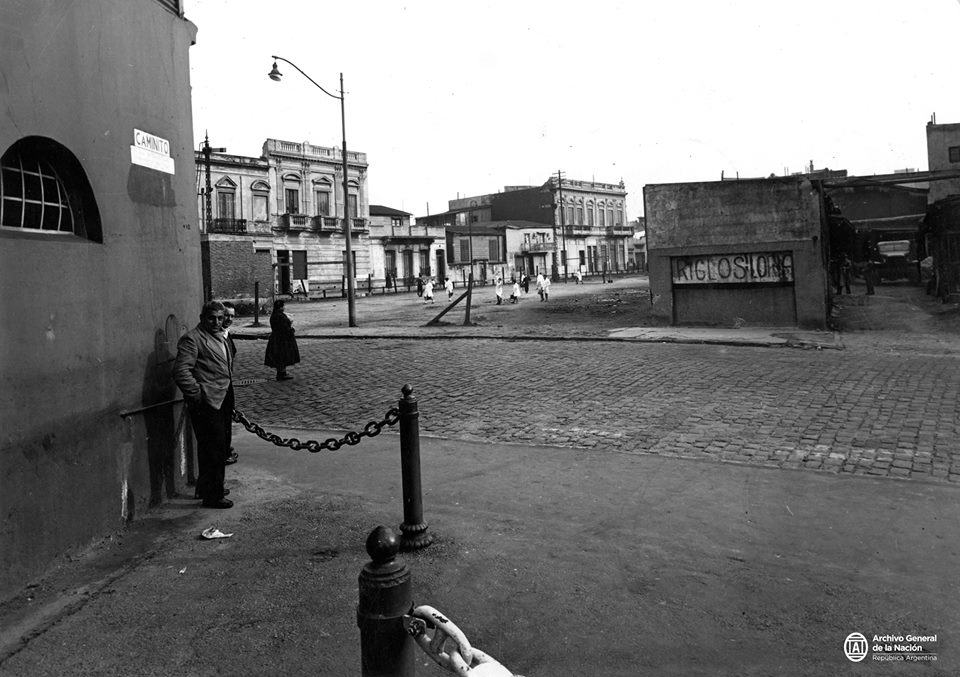
Caminito, circa 1950.
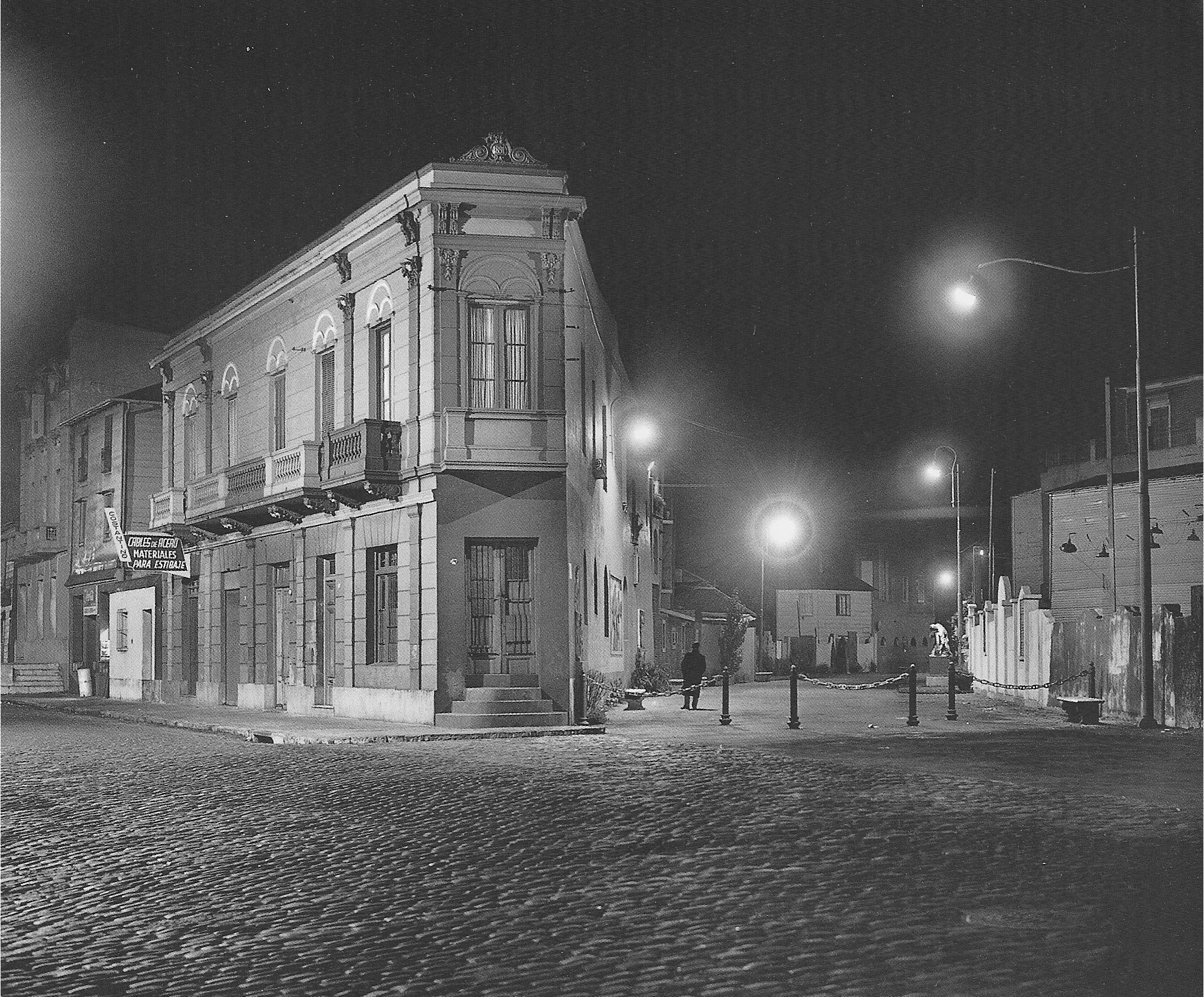
Caminito en una noche de 1960.